# Oheň v duši mé
Oheň v duši mé je páté studiové album Hany Zagorové nahrané v Studio Mozarteum. Album vyšlo roku 1980. Hudební aranžmá vytvořil Karel Vágner se svým orchestrem a Taneční orchestr Čs. rozhlasu.

## Seznam skladeb
| Oheň v duši mé | Oheň v duši mé                                                    | Oheň v duši mé |
| Pořadí         | Název                                                             | Délka          |
| -------------- | ----------------------------------------------------------------- | -------------- |
| 1.             | Líto, je mi líto (Vendo tutto) (Francesco Baccini, Hana Zagorová) | 04:08          |
| 2.             | Zásnuby (Jaromír Klempíř, Jaroslav Šprongl)                       | 03:45          |
| 3.             | Tam pod naší strání (Bohuslav Ondráček, Miroslav Černý)           | 03:03          |
| 4.             | Srdce mé bláhové (Jiří Zmožek, Vladimír Čort)                     | 03:23          |
| 5.             | Bloudím mapou vzpomínek (Pavel Vaculík, Jaroslav Šprongl)         | 04:40          |
| 6.             | Povídej si se mnou, abych neplakala (Pavel Žák, Pavel Žák)        | 04:42          |
| 7.             | To jsi ty (Peter Hanzely, Pavel Žák)                              | 02:48          |
| 8.             | Perný den (P. Morris, Michael Prostějovský)                       | 02:48          |
| 9.             | Víš, co je most (Karel Vágner, Pavel Žák)                         | 02:49          |
| 10.            | Oheň (Bohuslav Ondráček, Miroslav Černý)                          | 04:10          |
| 11.            | Doktore, au! (Vítězslav Hádl, Pavel Žák)                          | 03:00          |
| 12.            | Pane vrchní, platím (Vítězslav Hádl, Hana Zagorová)               | 03:01          |
| 13.            | Oheň v duši mé (Jaromír Klempíř, Michael Prostějovský)            | 01:58          |
| Celková délka: | Celková délka:                                                    | 42:15          |